# Mulan 2
Série
Mulan
(1998)
Pour plus de détails, voir Fiche technique et Distribution.
Mulan 2 : La Mission de l'Empereur (Mulan 2) est le 90e long-métrage d'animation des studios Disney, réalisé par Darrell Rooney et Lynne Southerland.
Sorti directement en vidéo en 2004, il est la suite de Mulan (1998).

## Synopsis
Un mois après la défaite de Shan Yu et de son armée de Huns, Mushu jouit de son statut restauré en tant qu'esprit gardien, à la consternation des ancêtres de la famille Fa. Le général Shang demande à Mulan sa main pour le mariage, proposition qu'elle accepte avec joie. Mushu est d'abord ravi de l'engagement, jusqu'à ce que les ancêtres l'informent que si Mulan épouse Shang, ses ancêtres et tuteurs de sa famille deviendraient le sien ; par conséquent, Mushu perdrait son piédestal.L' Empereur de Chine fait appel à Mulan et Shang et les informe de la menace que les Mongols représentent pour la Chine. Pour s'y opposer, l'Empereur a l'intention de renforcer la Chine en forgeant une alliance avec le royaume de Qui Gong, en organisant un mariage avec ses trois filles, les princesses Ting Ting, Mei et Su, avec les princes de Qui Gong, et assigne Mulan et Shang pour les protéger dans leur voyage. Bien qu'elle soit mal à l'aise à l'idée d'un mariage arrangé, Mulan accepte la mission.
Mulan et Shang recrutent Yao, Ling et Chien-Po pour les aider à escorter les princesses à Qui Gong. Afin de protéger sa position de gardien et croyant que Mulan et Shang sont incompatibles en raison de leur comportement différent, Mushu les accompagne pour saboter leur relation, tandis que Cri-Kee tente de l'arrêter. Les tentatives de Mushu de causer des problèmes à Mulan et Shang se retournent contre eux, et il détruit par inadvertance le carrosse des princesses. Forcés de voyager désormais à pied, Mulan et Shang se disputent brièvement sur la direction qu'ils devraient prendre, ainsi que sur leurs fonctions. Voyant cela, Mushu manipule Shang en lui faisant croire que Mulan en a marre de lui, ce qui aggrave les tensions entre eux.
Pendant ce temps, Mei, Ting Ting et Su tombent respectivement amoureuses de Yao, Ling et Chien-Po, et les princesses décident de suivre les conseils de Mulan d'avoir un devoir envers leur cœur. Cette nuit-là, Yao, Ling et Chien-Po emmènent les princesses dans un village voisin pour un rendez-vous romantique, et ils déclarent mutuellement leur amour. Mulan les poursuit, heureuse que les princesses aient suivi leur cœur. Mushu réveille Shang, qui poursuit le groupe et les réprimande pour avoir oublié leurs fonctions. Une dispute éclate entre Mulan et Shang et, jugeant qu'ils sont trop différents l'un pour l'autre, se séparent.
Le groupe commence à voyager à travers le pays des bandits, et Mushu se rend compte que la rupture de Mulan avec Shang ne fait que la rendre malheureuse. Débordé par la culpabilité, Mushu avoue ses actions, perdant la confiance de Mulan et la motivant à reconstruire sa relation avec Shang. Le groupe est attaqué par des bandits qui tentent d'enlever les princesses. Bien que les princesses soient sauvées, Mulan et Shang sont laissés suspendus sur un pont brisé ; Shang se laisse tomber dans la rivière pour que Mulan puisse survivre. Croyant que Shang est mort, Mulan, le cœur brisé, déclare que les princesses ne seront pas forcées à un mariage sans amour, et continue sa route vers Qui Gong, seule. Mulan se présente au souverain de Qui Gong, le Seigneur Chin, et ment en annonçant que les princesses ont été tuées, s'offrant à leur place ; le Seigneur Chin accepte et organise un mariage entre Mulan et son fils aîné, le prince Jeeki.
Shang, vivant, resurgit et retrouve Yao, Ling, Chien-Po et les princesses. Il se dirige vers Qui Gong et interrompt le mariage en admettant que Mulan ait eu raison de suivre son cœur. Pour sauver Mulan et Shang des forces du Seigneur Chin, Mushu se fait passer pour le Grand Dragon d'or de l'Unité, forçant le Seigneur Chin à s'allier à l'Empereur, tout en permettant à Mulan et Shang de se marier et en libérant les princesses de leurs vœux. Quelque temps plus tard, Mulan et Shang se marient officiellement dans le village de Mulan, et Mushu accepte la perte de son piédestal. Cependant, Shang combine les temples familiaux, permettant à Mushu de continuer à être un esprit gardien. Tout en festoyant, Mushu se révèle accidentellement à Shang et Mulan. Shang annonce qu'il était déjà conscient de l'existence de Mushu. Shang et Mulan s'embrassent.

## Fiche technique
- Titre français : Mulan 2 : La Mission de l'Empereur
- Titre québécois : Mulan 2
- Titre original : Mulan 2
- Réalisation : Darrell Rooney et Lynne Southerland
- Scénario : Michael Lucker, Chris Parker et Roger S.H. Schulman
- Décors : Robert St. Pierre
- Montage : Pam Ziegenhagen
- Musique : Joel McNeely et Jeanine Tesori
- Productrice déléguée : Jennifer Blohm
- Production : Walt Disney Pictures, DisneyToon Studios
- Distribution : Buena Vista home entertainment
- Format : Couleurs - 1,78:1 - Dolby Digital - 35 mm
- Durée : 79 minutes
- Dates de sortie : 
  - France, Italie : 3 novembre 2004
  - États-Unis : 1er février 2005

## Distribution

### Voix originales
- Ming-Na : Mulan
- Lea Salonga : Mulan (chant)
- B. D. Wong : Shang
- Mark Moseley : Mushu
- Lucy Liu : Mei
- Beth Blankenship : Mei (chant)
- Harvey Fierstein : Yao
- Sandra Oh : Ting Ting
- Judy Kuhn : Ting Ting (chant)
- Gedde Watanabe : Ling
- Lauren Tom : Su
- Mandy Gonzalez : Su (chant)
- Jerry Tondo : Chien-Po
- Pat Morita : L'Empereur de Chine
- George Takei : Premier ancêtre
- June Foray : Grand-mère Fa
- Freda Foh Shen : Fa Li
- Soon-Tek Oh : Fa Zhou
- Keone Young : Seigneur Chin
- Rob Paulsen : Prince Jeeki (Fils de Chin)
- Mary Gibbs : Sha-Ron
- April Winchell : Marieuse
- Michelle Kwan : Vendeuse
- Frank Welker : Cri-Kee

### Voix françaises
- Valérie Karsenti : Mulan
- Marie Galey : Mulan (chant)
- Renaud Marx : Shang
- José Garcia : Mushu
- Véronique Desmadryl : Mei
- Christian Pélissier : Yao
- Michel Vigne : Yao (chant)
- Véronique Alycia : Ting Ting
- Marielle Hervé : Ting Ting (chant)
- Pierre-François Pistorio : Ling
- Marie Millet : Su
- Thierry Ragueneau : Chien-Po
- Bernard Dhéran : L'Empereur de Chine
- Damien Boisseau : Premier ancêtre
- Lily Baron : Grand-mère Fa
- Rosine Cadoret : Fa Li
- Michel Ruhl : Fa Zhou
- Jacques Frantz : Seigneur Chin
- Emmanuel Garijo : Prince Jeeki
- Camille Donda : Sha-Ron
- Perrette Pradier : Marieuse
- Patrice Dozier : Conseiller de Chin
- Frank Welker : Cri-Kee

### Voix québécoises
- Kim Jalabert : Mulan
- Martine Chevrier : Mulan (chant)
- Daniel Picard : Shang
- François Godin : Mushu
- Karine Vanasse : Mei
- Catherine Léveillé : Mei (chant)
- Bernard Fortin : Yao
- Bianca Gervais : Ting-Ting
- Monique Fauteux : Ting-Ting (chant)
- Joël Legendre : Ling
- Catherine Brunet : Su
- Linda Mailhot : Su (chant)
- Michel Charette : Chien-Po
- Aubert Pallascio : L'Empereur
- Yves Corbeil : Premier ancêtre
- Louise Turcot : Grand-mère Fa
- Hélène Mondoux : Fa Li
- Jean Brousseau : Fa Zhou
- Madeleine Arsenault : La Marieuse
- Mario Desmarais : Empereur Qui-Gong
- Rosemarie Houde : Sha-Ron
- Béatrice Picard : Ancêtre
- Louise Rémy : Ancêtre
- Johanne Léveillé : Vendeuse

## Chansons du film
- Première leçon (Lesson number one) - Mulan et les enfants
- Une fille à aimer ou La Fille de nos rêves au Québec (A girl worth fighting for) - Ling, Yao et Chien-Po
- Comme les autres filles ou Comme les autres au Québec (Like other girls) - Ting Ting, Mei et Su